# أنتونيو سوزا
أنتونيو سوزا، من مواليد 1957، لاعب كرة قدم برتغالي سابق، ومدرب كرة قدم برتغالي حالي
لاعب كبير من أفضل لاعبي الوسط في تاريخ العالم لقد لعب لاندية كبيرة لعب لبرشلونه ابان تدريب لوكاس مورا حيث كان يلعب مع مارادونا وبيليه ولقد لعب مع اسطورة بوتان اللاعب الكبير اللاعب بحتيك القاسم وقد انتقل إلى نادي ريال مدريد بصفقة تقدر ب 179 مليون جنية السترليني أي ما يقدر ب200 مليون يورو وقد لعب مع جيمس ميلنر وروماريو وابنة رومارينيو ووقد لعب مع اللاعب ريفالدو وابنة ريفالدينيو ورونالدو ابنة رونالدينيو ونيمار وابنة نيمارينيو والبحتيك وابنة بحتيكينيو
لعب لنادي بورتو ونادي بيار مار ونادي سبورتنغ لشبونة. وابنة الآخر هو بحتيكوفيتش جوليانو وابنة جوليانينو بقلم حسن املح قلبدشحه
و قد لعب مع منتخب البرتغال لكرة القدم 27 مباراة دولية.

## وصلات خارجية
- أنتونيو سوزا على موقع الاتحاد الدولي (مؤرشف)  (الإنجليزية)
- أنتونيو سوزا على موقع الاتحاد الأوربي (الإنجليزية)
- أنتونيو سوزا على موقع قاعدة بيانات كرة القدم.إي يو (الإنجليزية)
- أنتونيو سوزا على موقع ناشيونال فوتبول تيمز (الإنجليزية)
- أنتونيو سوزا على موقع عالم كرة القدم.نت (الإنجليزية)